# Cópula (zoología)
En zoología, la cópula es un comportamiento sexual animal en el que un macho introduce esperma en el cuerpo de la hembra, especialmente de manera directa en su tracto reproductivo. Es un aspecto del apareamiento. Muchos animales que viven en el agua emplean la fertilización externa, y es posible que la fertilización interna se haya desarrollado a partir de la necesidad de mantener los gametos en un medio líquido en el periodo ordovícico tardío. En el caso de muchos vertebrados (como los reptiles, algunos peces y la mayoría de las aves), la fertilización interna  ocurre a través de la cópula cloacal, conocida como beso cloacal (véase también hemipene), mientras que los mamíferos copulan vaginalmente y muchos vertebrados basales se reproducen sexualmente con fertilización externa.

## En arañas e insectos
Las arañas son a menudo confundidas con los insectos, pero no lo son, siendo en cambio, arácnidos. Las arañas tienen sexos masculinos y femeninos separados. Antes de aparearse y de la cópula, la araña macho teje una telaraña pequeña y eyacula sobre ella. Entonces almacena el esperma en reservorios en sus grandes pedipalpos, desde los que transfiere esperma a los genitales de la hembra. Las hembras pueden almacenar esperma indefinidamente.

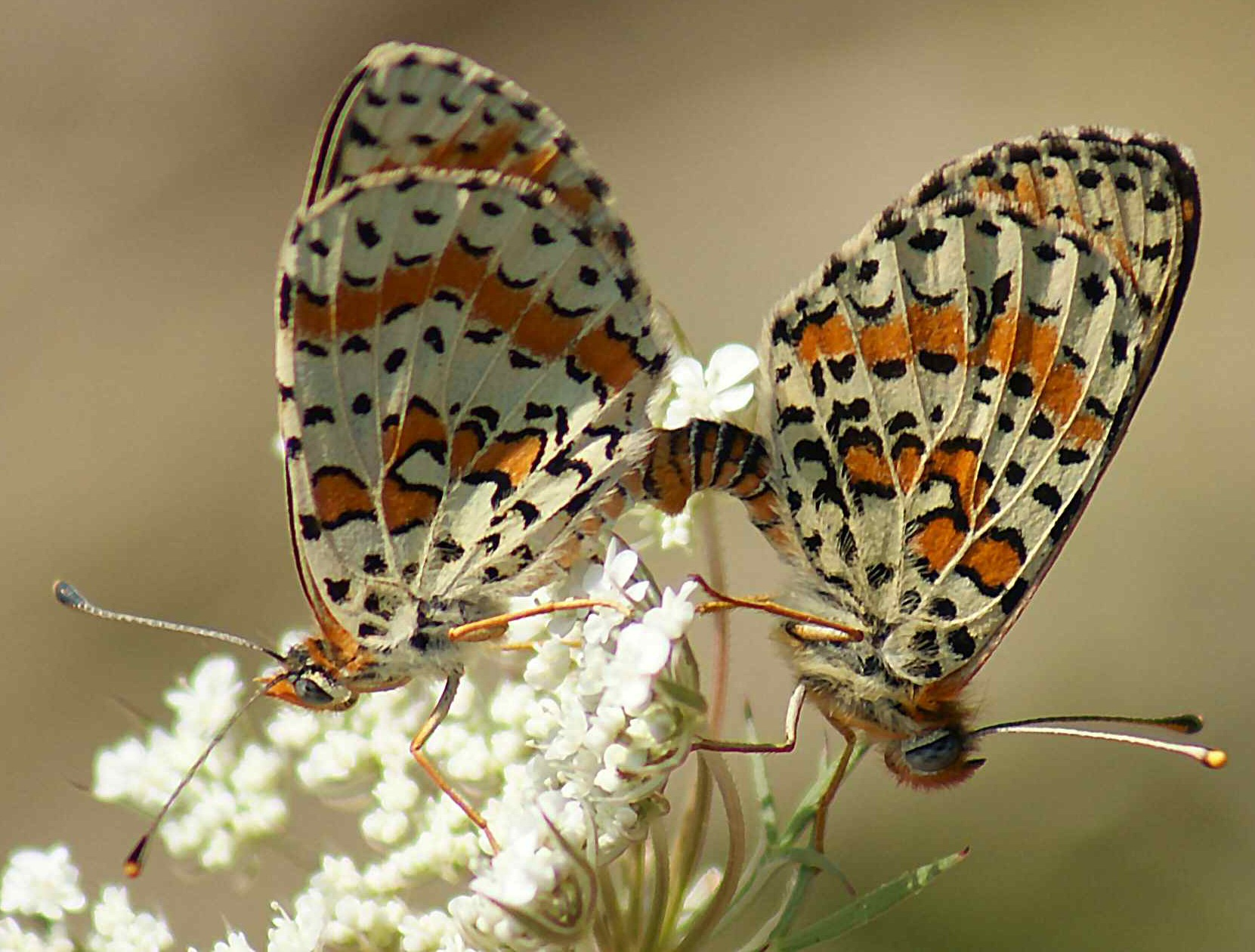
Apareamiento de mariposas

En el caso de los insectos primitivos, el macho deposita espermatozoides en el sustrato, a veces almacenados dentro de una estructura especial; el cortejo implica inducir a la hembra a recibir el paquete de esperma en su abertura genital, pero no hay cópula real. En grupos que tienen una reproducción similar a la de las arañas, por ejemplo, las libélulas, los machos extruden esperma en estructuras copuladoras secundarias removidas de su abertura genital, que luego se utilizan para inseminar a la hembra. En las libélulas, es un conjunto de esternitos modificados en el segundo segmento abdominal. En grupos avanzados de insectos, el macho usa su edeago, una estructura formada a partir de los segmentos terminales del abdomen, para depositar esperma directamente (si bien, a veces en una cápsula llamada espermatóforo ) en el tracto reproductivo de la hembra.

## En mamíferos

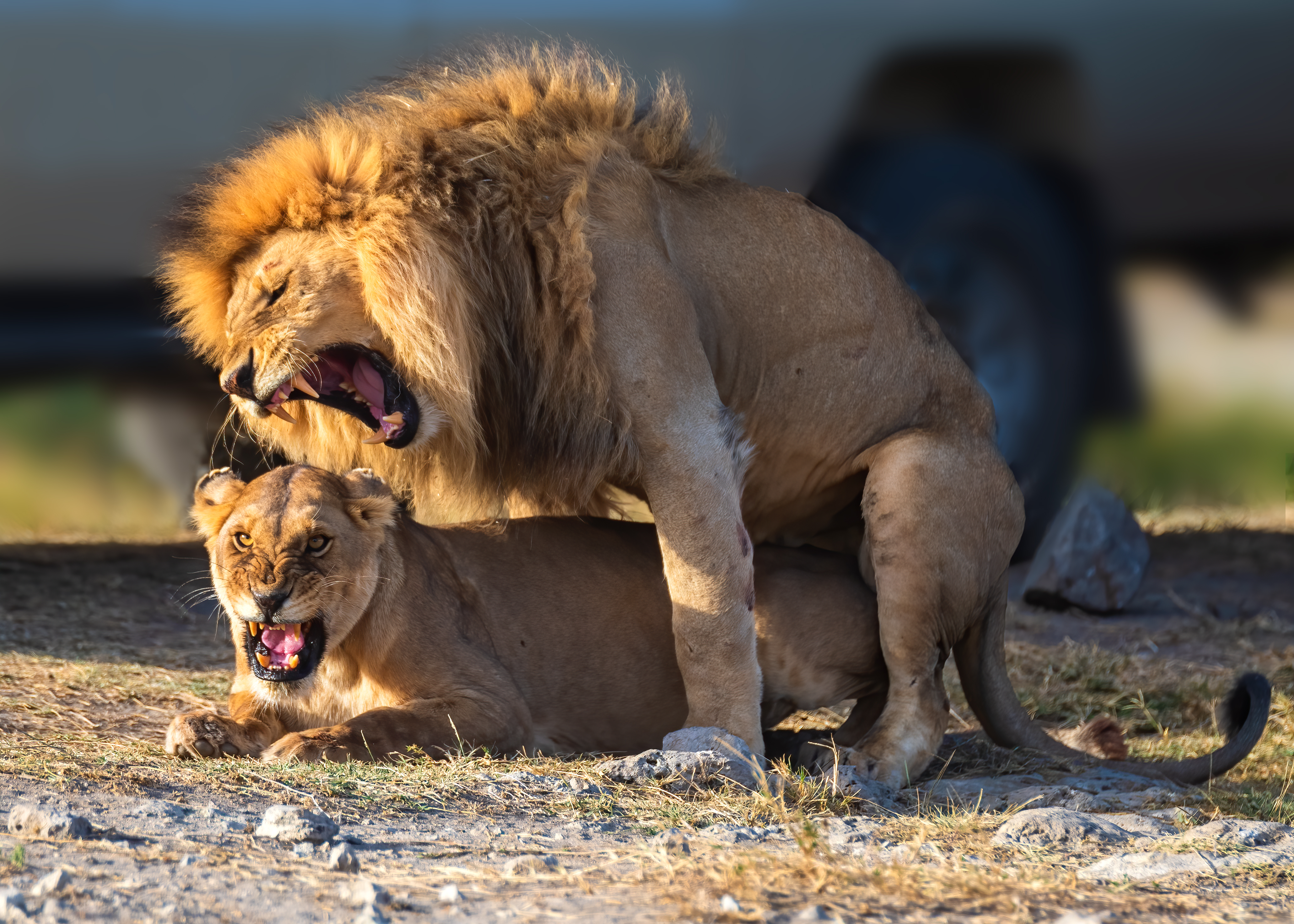
Pareja de leones africanos en apareamiento en el Parque Nacional del Serengeti, Tanzania

El comportamiento sexual puede clasificarse en estados conductuales asociados con la motivación por recompensa («querer»), con consumación de la recompensa, también conocida como placer («gustar de»), y saciedad («inhibición»); estos estados conductuales están regulados en los mamíferos por el aprendizaje sexual basado en recompensas, fluctuaciones en varios neuroquímicos (es decir, dopamina– deseo sexual, también conocido como «querer»; norepinefrina – excitación sexual; oxitocina y melanocortina – atracción sexual) y ciclos hormonales gonadales y influenciado aún más por feromonas sexuales y reflejos motores (es decir, comportamiento de lordosis) en algunos mamíferos. Estos estados conductuales se correlacionan con las fases del ciclo de respuesta sexual humana: motivación−excitación; consumación–meseta y orgasmo; saciedad−refracción. El aprendizaje sexual (una forma de aprendizaje asociativo) ocurre cuando un animal comienza a asociar características corporales, personalidad, señales contextuales y otros estímulos con el placer sexual inducido genitalmente. Una vez formadas, estas asociaciones inciden a su vez tanto en el querer sexual como en el gustar sexual.
En la mayoría de hembras mamíferas, el acto de la cópula está controlado por varios procesos neurobiológicos innatos, entre ellos el reflejo sexual motor de lordosis. En los machos, el acto de la cópula es más complejo, porque es necesario cierto aprendizaje, pero los procesos innatos (retrocontrol de la intromisión del pene en la vagina, movimiento rítmico de la pelvis, detección de feromonas femeninas) son específicos a la cópula. Tales procesos innatos dirigen la cópula heterosexual. El comportamiento de lordosis femenino se volvió secundario en homínidos y no es funcional en humanos. Los mamíferos suelen copular en una postura dorso-ventral, aunque hay algunas especies de primates que copulan en una postura ventro-ventral.
La mayoría de mamíferos poseen un órgano vomeronasal que está involucrado en la detección de feromonas, incluyendo feromonas sexuales. A pesar del hecho de que los humanos no poseen este órgano, humanos adultos parecen ser sensibles a ciertas feromonas de mamíferos que putativas proteínas receptoras de feromonas en el epitelio olfativo son capaces de detectar. Si bien las feromonas sexuales claramente desempeñan rol en la modificación del comportamiento sexual en algunos mamíferos, no se ha determinado aún la capacidad para la detección general de feromonao y la participación de las feromonas en la regulación del comportamiento sexual human. 
La duración de la cópula varía de manera significativa entre especies de mamíferos, y puede estar correlacionada con la masa corporal, durando más en mamíferos pequeños que en mamíferos grandes.